# 景建峰
景建峰（1966年—），浙江长兴人，中国人民解放军空军中将。
曾任空军航空兵第3师师长、空军试验训练基地副司令员。2018年，任东部战区空军参谋长。2021年8月，升任东部战区副司令员兼战区空军司令员。2021年12月，调任中央军委联合参谋部副参谋长。
2017年1月晋升少将军衔，2021年8月晋升中将军衔。